# Stylopauropoides dendrodes
Stylopauropoides dendrodes – gatunek skąponoga z rzędu Tetramerocerata i rodziny Pauropodidae.
Gatunek ten opisany został w 2013 roku przez Ulfa Schellera. Holotyp odłowiono w Yarragil Brook, w okolicy Dwellingup.
Skąponóg o ciele długości 0,6 mm. Wierzch głowy ze szczecinkami gęsto rowkowanymi, przednie i okołośrodkowe z nich są nieco buławkowate, zaś pozostałe cylindryczne. Narządy skroniowe w widoku z góry jajowate. Czwarty człon czułków z 4 cylindrycznymi, rowkowanymi szczecinkami. Długość grzbietowej gałązki czułków 2,5-krotnie przekracza jej największą średnicę. Collum z rozwidlonymi szczecinkami, przy czym ich gałązki pierwotne są tępe, pierścieniowane i prawie cylnidryczne, a wtórne szczątkowe. Poszczególne tergity tułowia mają układy szczecinek kolejno I: 4+4, II–V: 6+6, VI: 4+2. Płytka analna V-kształtna; oba jej ramiona o bokach prawie równoległych, zakończeniach prawie kwadratowych i z krótkim, tępym, walcowatym, obrączkowanym wyrostkiem.
Wij znany wyłącznie z Australii Zachodniej.